# James Booker
James Carroll Booker III (New Orleans, 17 dicembre 1939 – 8 novembre 1983) è stato un pianista, compositore e tastierista statunitense, attivo principalmente nella rivisitazione del jazz in chiave rhythm and blues e prolifico compositore nonché virtuoso di organo Hammond.
Per le sue capacità musicali fu soprannominato Piano Prince (Principe del pianoforte).

## Biografia
Proveniente dalla scena jazzistica di New Orleans alla quale fu, al netto delle sue varie collaborazioni, quasi sempre legato, Booker era un bambino prodigio che fu avviato agli studi classici di pianoforte; grazie a tale formazione fu autore di numerose commistioni tra la musica colta e quella popolare americana, come per esempio la rivisitazione in chiave blues del Valzer del minuto di Chopin o l'inserimento di una composizione dello stesso autore polacco in un brano boogie-woogie .
Da ragazzo fu investito da un'ambulanza che trascinandolo per diversi metri gli procurò la frattura di una gamba; il successivo uso di morfina per calmare il dolore lo rese dipendente vita natural durante dagli stupefacenti, in particolare l'eroina.
Ancora giovane, accompagnò i primi passi artistici di un sedicenne Malcom Renneback, in seguito noto come Dr. John, e divenne rinomato session man di artisti come Wilson Pickett, Lloyd Price, Bobby Bland, i Doobie Brothers e, in seguito, anche di Aretha Franklin e Ringo Starr.
Personaggio sopra le righe, durante una delle serate da lui tenute settimanalmente in un club di New Orleans si presentò completamente nudo, vestito solo di un pannolone fermato da una spilla d'oro ed, estratta dal pannolone stesso una .357 Magnum, se la mise in testa dicendo agli spettatori che se non gli fosse stata procurata subito della cocaina, avrebbe premuto il grilletto.
Per via della sua sregolatezza comparabile solo al talento musicale del quale è unanimemente accreditato, la produzione solista di Booker si limita a soli tre album in studio, con altre uscite limitate a collaborazioni oppure colonne sonore; è il caso di Pretty Baby, film di Louis Malle del 1978 ambientato in un bordello di New Orleans.
Numerosi invece gli album dal vivo, in cui si esibì in composizioni originali (quali, per esempio, Big Nick, successivamente ripresa come base da Nino Ferrer per il suo Les cornichons noto in italiano come Il baccalà) e riproposizioni di pezzi storici quali A Taste of Honey di Scott & Marlow, già rivisitate in precedenza da Herb Alpert e dai Beatles.
Diverse anche le canzoni da lui composte e riprese da altri artisti; a parte il citato Big Nick, brano peraltro solamente strumentale eseguito all'organo Hammond, si cita So Swell When You're Well eseguito da Aretha Franklin; tra le partecipazioni di rilievo figura anche quella al Montreux Jazz Festival del 1978, da cui fu tratto un album nel 1997.
Tra gli altri giovani artisti da lui avviati alla carriera figura anche Harry Connick Jr., anch'egli nativo di New Orleans.
Omosessuale dichiarato, mise in musica la sua dipendenza da eroina nel brano Papa Was a Rascal, nel quale descrive la droga come una «dolce donna russa» che incontrò all'età di nove anni (quando fu investito dall'ambulanza) e che da allora non lo abbandonò più.
Morì l'8 novembre 1983 nella sua città natale di insufficienza renale, pochi giorni prima di compiere 44 anni.
Ritenuto tra gli artisti più influenti della scena jazz-blues di New Orleans, la sua produzione fa parte dal 2008 degli archivi della Biblioteca del Congresso insieme a quella di altri artisti suoi concittadini.
Nel 2013 uscì un film-documentario a lui dedicato, Bayou Maharajah, realizzato dalla giovane regista Lily Keber dopo un lavoro di ricerca di diversi anni.

## Discografia

### Album studio
- Junco Partner (1976, Island)
- The Piano Prince of New Orleans (1976, Ave)
- Classified (1982, Demon)

### Dal vivo
- Blues & Ragtime From New Orleans (1976, Gold)
- New Orleans Piano Wizard: Live! (1977, Aves)

### Postuma
- King of the New Orleans Keyboard Vol. I (1984, JSP)
- King of the New Orleans Keyboard Vol. II (1985, JSP)
- Mr. Mystery (1984, Sundown)
- Let's Make A Better World! (1991, Amiga)
- Resurrection Of The Bayou Maharajah (1993, Rounder)
- Spiders On The Keys (1993, Rounder)
- The Lost Paramount Tapes (1995, DJM)
- More Than All The 45's (1996, Night Train International)
- New Orleans Keyboard King (1996, Orbis)
- Live At Montreux (1997, Montreux Sounds)
- United Our Thing Will Stand (2000, Night Train International)
- A Taste Of Honey (2000, Night Train International)
- Manchester '77 (2007, Document)